# Демественний спів
Демественний спів — урочистий стиль неосмогласного співу.
Звичай супроводжувати домашні заняття священними піснями виник в Греції в V столітті; потім він перейшов до слов'ян, які передали його християнам руської церкви. За іншими джерелами, демественний спів занесено до нас грецькими співаками вже при Ярославі, в першій половині XI століття.
Демественний спів — спів мелодійний, тобто одноголосний. Співак, який виконував такий спів, називався деместиком (або доместиком).
Демественний спів, не підкоряючись статутним вимогам співу знаменного, характеризується особливою віртуозністю, урочистістю і помітною близькістю до народної пісні, чому не вважався власне богослужбовим, а скоріше домашнім.

Вживався демественний спів в урочистих випадках, наприклад, при архієрейських службах, весіллях (зокрема, при одруженні царя Михайла Федоровича), за царським столом, у великі свята і т. ін. У рукописах викладається або звичайним знаменним письмом — навіть з позначками, або частіше особливою «демественною» азбукою (надрукована в додатку до праці Д. В. Розумовського «Церковний спів у Росії»), а іноді і нотами. Демественний спів зустрічається як в одноголосній, так і багатоголосній формі, причому партитури писалися тим же «демеством». Рукописи демественного співу називаються «демественниками».
Демественний спів досі зберігається в живому вживанні у старообрядців.